# Phryganogryllacris xiai
Phryganogryllacris xiai is een rechtvleugelig insect uit de familie Gryllacrididae. De wetenschappelijke naam van deze soort is voor het eerst geldig gepubliceerd in 2001 door Liu & Zhang.